# Pálmajor
Pálmajor is een plaats (község) en gemeente in het Hongaarse comitaat Somogy. Pálmajor telt 340 inwoners (2001).